# Home is Somewhere Else
Home is Somewhere Else (también conocida como Mi casa está en otra parte) es una película documental animado para adultos mexicano-estadounidense de 2022 escrito y dirigido por Carlos Hagerman y Jorge Villalobos (en su debut como director). Cuenta tres historias de familias migrantes que comparten sus miedos, esperanzas y emociones sobre lo que significa vivir indocumentado en los Estados Unidos.

## Sinopsis
Cuenta 3 historias independientes sobre inmigrantes indocumentados en los Estados Unidos. La primera historia trata sobre Jasmine, que vive con el temor de que sus padres sean deportados; el segundo trata sobre las hermanas Evelyn (ciudadana estadounidense) y Elizabeth (inmigrante indocumentada) que viven separadas debido a sus diferentes estatus migratorios; y el último cuenta la historia de José Eduardo Aguilar “El Deportee” quien fue deportado a México a los 23 años y desde entonces se convirtió en activista y defensor de los deportados mexicanos.

## Lanzamiento
Home is Somewhere Else tuvo su estreno internacional el 15 de junio de 2022, en la 41.ª edición del Festival Internacional de Cine de Animación de Annecy. Tuvo su estreno en territorio mexicano el 17 de junio de 2022, en la 37.ª edición del Festival Internacional de Cine en Guadalajara. Luego, se estrenó el 26 de septiembre de 2022 en el Festival de Cine Latinoamericano AFI y 4 días después en el Festival de Cine de GuadaLAjara, Los Ángeles. Se estrenó comercialmente el 4 de mayo de 2023 en cines mexicanos.

## Recepción

### Recepción crítica
Carlos Aguilar de Cartoon Brew escribió: "Hagerman y Villalobos logran retratar a cada persona más allá de su estatus o falta de él. La película encuentra momentos de alegría para resaltar y entrañables pasajes de victorias cotidianas que enriquecen nuestra percepción de sus personajes. Estos no son individuos extraordinariamente talentosos o aquellos que han sobrevivido a las experiencias más desgarradoras, sino personas promedio que, tanto como cualquier otra persona, merecen tranquilidad y oportunidades para vivir libremente". Alejandro Alemán de El Universal escribió: “Lo que hace nuevo a este documental es su forma de narrar, con animaciones en tres estilos diferentes, se destaca la primera historia... El resultado es absolutamente hermoso, no solo por la inevitable emoción de cada historia sino también por las animaciones. y la empatía que contagia este bello documental.”

### Reconocimientos
| Año  | Premio / Festival                                                        | Categoría                                 | Recipiente                                        | Resultado | Referencia    |
| ---- | ------------------------------------------------------------------------ | ----------------------------------------- | ------------------------------------------------- | --------- | ------------- |
| 2022 | Festival Internacional de Cine de Animación de Annecy                    | Premio Contrechamp                        | Carlos Hagerman & Jorge Villalobos                | Nominados | [ 12 ]        |
| 2022 | Festival Internacional de Cine de Guadalajara                            | Mejor película de animación internacional | Carlos Hagerman & Jorge Villalobos                | Nominados | [ 13 ]        |
| 2022 | DocsDF, Festival Internacional de Cine Documental de la Ciudad de México | Premio “Hecho en México”                  | Carlos Hagerman & Jorge Villalobos                | Ganadores | [ 1 ]         |
| 2022 | Festival de Cine de La Habana                                            | Premio especial del jurado de animación   | Carlos Hagerman & Jorge Villalobos                | Ganadores | [ 14 ]        |
| 2022 | Festival Internacional de Cine de Morelia                                | Mejor largometraje documental             | Carlos Hagerman & Jorge Villalobos                | Nominados | [ 15 ]        |
| 2022 | Festival Internacional de Cine Documental de Ámsterdam                   | Mejor película juvenil +14                | Carlos Hagerman & Jorge Villalobos                | Ganadores | [ 16 ]        |
| 2022 | Festival de Cine Documental Mexicano de Zanate                           | Gran Premio Zanate - Mención de Honor     | Carlos Hagerman & Jorge Villalobos                | Ganadores | [ 1 ]         |
| 2022 | Festival de Cine de Montclair                                            | Competencia de películas de Nueva Jersey  | Carlos Hagerman & Jorge Villalobos                | Ganadores | [ 17 ]        |
| 2023 | Festival de Cine Latino de San Diego                                     | Premio del Público - Documental           | Carlos Hagerman, Jorge Villalobos & Mariana Marín | Ganadores | [ 1 ] [ 18 ]  |
| 2023 | Festival Internacional de Cine de Cleveland                              | Premio de Pie en memoria de Greg Gund     | Carlos Hagerman & Jorge Villalobos                | Nominados | [ 19 ]        |
| 2023 | Premios Ariel                                                            | Mejor largometraje documental             | Carlos Hagerman & Jorge Villalobos                | Nominados | [ 20 ] [ 21 ] |
| 2023 | Premios Ariel                                                            | Mejor película de animación               | Carlos Hagerman & Jorge Villalobos                | Ganadores | [ 20 ] [ 21 ] |